# Język yurok
Język yurok − wymierający język algijski używany przez starsze osoby z plemienia Yurok. W 2007 roku liczba mówiących wynosiła 12 osób.